# Maserati Ghibli (1992-1997)

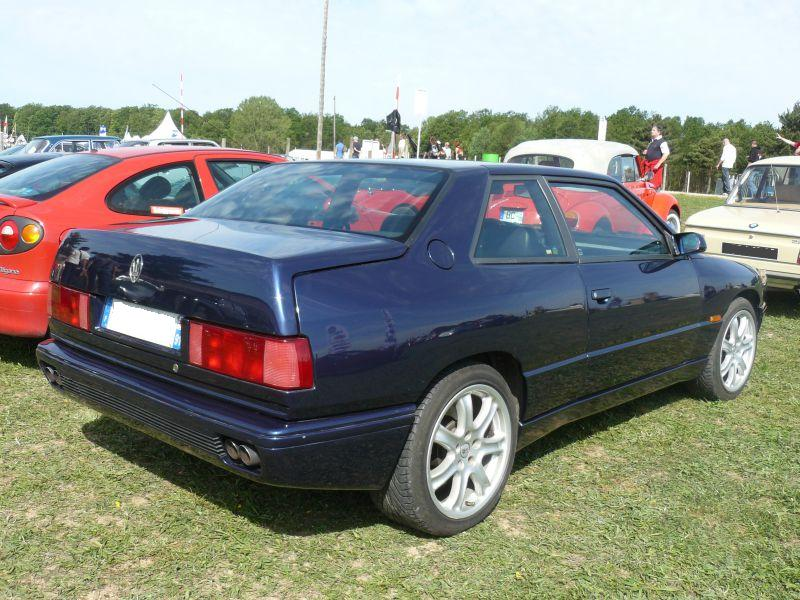
Achterkant van de Maserati Ghibli II

De Maserati Ghibli is een luxe coupé van de Italiaanse autofabrikant Maserati die tussen 1992 en 1997 geproduceerd werd. De wagen werd vernoemd naar een van de roemrijke Maserati GT's uit de jaren '60 en werd daarom in de pers ook wel als de Ghibli II aangeduid.
De nieuwe Ghibli maakte gebruik van de Biturbo-architectuur maar kreeg een carrosserie met modernere accenten. De wagen had dezelfde neus als de Maserati Shamal, maar de lichtblokken vooraan, nog steeds een ronde en een vierkante koplamp, zaten achter een glazen afdekking. Ook de spatborden waren discreter waardoor de Ghibli een minder agressieve uitstraling had dan de Shamal.
De Ghibli was verkrijgbaar met een 2,0L twin-turbo V6-motor voor de Italiaanse markt en een 2,8L twin-turbo V6-motor voor de export. Door het gebruik van dubbele nokkenassen en 4 kleppen per cilinder leverde de tweelitermotor een vermogen van 306 pk.
Een update resulteerde in 1995 in de Ghibli GT. Deze versie was uitgerust met nieuwe lichtmetalen velgen en zwarte koplampbehuizingen en had een aangepaste ophanging en transmissie. 

## Ghibli Cup
Op het autosalon van Bologna werd in 1995 de Ghibli Cup voorgesteld, een versie van de Ghibli Open Cup racewagen aangepast voor de openbare weg. Bij zijn lancering was dit de productiewagen met de krachtigste tweeliter ter wereld: De 2,0L twin-turbo V6-motor had een vermogen van 330 pk en een koppel van 350 Nm, goed voor een topsnelheid van 270 km/u.
De Ghibli Cup was voorzien van geperforeerde remschijven vooraan, Brembo-remklauwen en een verlaagde ophanging die stugger was dan bij de gewone Ghibli. Het exterieur was vrijwel identiek aan de standaard versie, op een aluminium brandstofdop en een discreet Ghibli Cup-logo op beide deuren na. In het interieur werden de houten inzetstukken vervangen door koolstofvezel en de pedalen waren van geperforeerd aluminium. Van de Ghibli Cup werden er in totaal slechts 60 exemplaren gemaakt.

## Motoren
| Type          | Motor     | Motor     | Motor         | Topsnelheid | Opmerkingen      | Jaartal   |
| Type          | Inhoud    | Cilinders | Vermogen      | Topsnelheid | Opmerkingen      | Jaartal   |
| ------------- | --------- | --------- | ------------- | ----------- | ---------------- | --------- |
| Ghibli        | 1.996 cm³ | V6        | 225 kW/306 pk | 265 km/u    | Italië en Europa | 1992-1995 |
| Ghibli GT     | 1.996 cm³ | V6        | 225 kW/306 pk | 265 km/u    | Italië en Europa | 1995-1997 |
| Ghibli 2.8    | 2.790 cm³ | V6        | 206 kW/284 pk | 260 km/u    |                  | 1992-1995 |
| Ghibli GT 2.8 | 2.790 cm³ | V6        | 206 kW/284 pk | 260 km/u    |                  | 1995-1997 |
| Ghibli Cup    | 1.996 cm³ | V6        | 246 kW/330 pk | 270 km/u    |                  | 1995-1997 |